# Sawah Lamo
Sawah Lamo is een bestuurslaag in het regentschap Tapanuli Tengah van de provincie Noord-Sumatra, Indonesië. Sawah Lamo telt 374 inwoners (volkstelling 2010).